# Міяке Рьо
Міяке Рьо  (яп. 三宅 諒, 24 грудня 1990) — японський фехтувальник, олімпійський медаліст.

## Виступи на Олімпіадах
| Олімпіада   | Дисципліна       | Місце |
| ----------- | ---------------- | ----- |
| Лондон 2012 | рапіра, особисті | =17   |
| Лондон 2012 | рапіра, командні | 2     |

## Зовнішні посилання
- Досьє на sport.references.com